# Меганом
44°48′0″ пн. ш. 35°5′0″ сх. д. / 44.80000° пн. ш. 35.08333° сх. д.
Мегано́м (крим. Meganom) — мис, урочище у Криму від гори Алчак на заході до гирла річки Коз на сході включаючи Копсельську та Козську долини.

## Назва
Назва «Меганом» має грецьку етимологію. Вона утворена від двох слів: мега (грец. μεγα) — «великий, просторий, важливий, значний» та номас (грец. νομας, похідні слова — νομη, νομος) — «вигін, пасовище, житло»; «пасовище, вигін, володіння, кочові племена, кочувати».
У слов'янському трактуванні слово «Меганом» витлумачилося у таких варіантах: «Велике поселення», «Велике житло», «Велике пасовисько» і, як виняток, «Велике плече».

## Загальний опис
Меганом має пустельний ландшафт. З півночі ці землі обмежені хребтом Токлук-Сирт. Найбільш видається в море мис Чобан-Басти (крим. çoban — пастух, bas — наступати, давити, відповідно bastı — де ступив), ще є мис Кильсе-Бурун (крим. kilse — церква, burun — мис, він же Рибачий) та Бугас (крим. boğaz — горло, перевал).
Більша частина Меганома сьогодні незаселена, але по периметру його території знаходяться чотири населених пункти: Миндальне ( Арка-Дересі), Багатівка (Токлук), Сонячна Долина (Коз) та Прибережне (Кефесія). Територіально Меганом розташований на території, що підпорядковується Феодосійському району.
Цей район багатий на пам'ятки археології, частина з яких пов'язана з історією грецької колонізації Північного Причорномор'я.

## Галерея

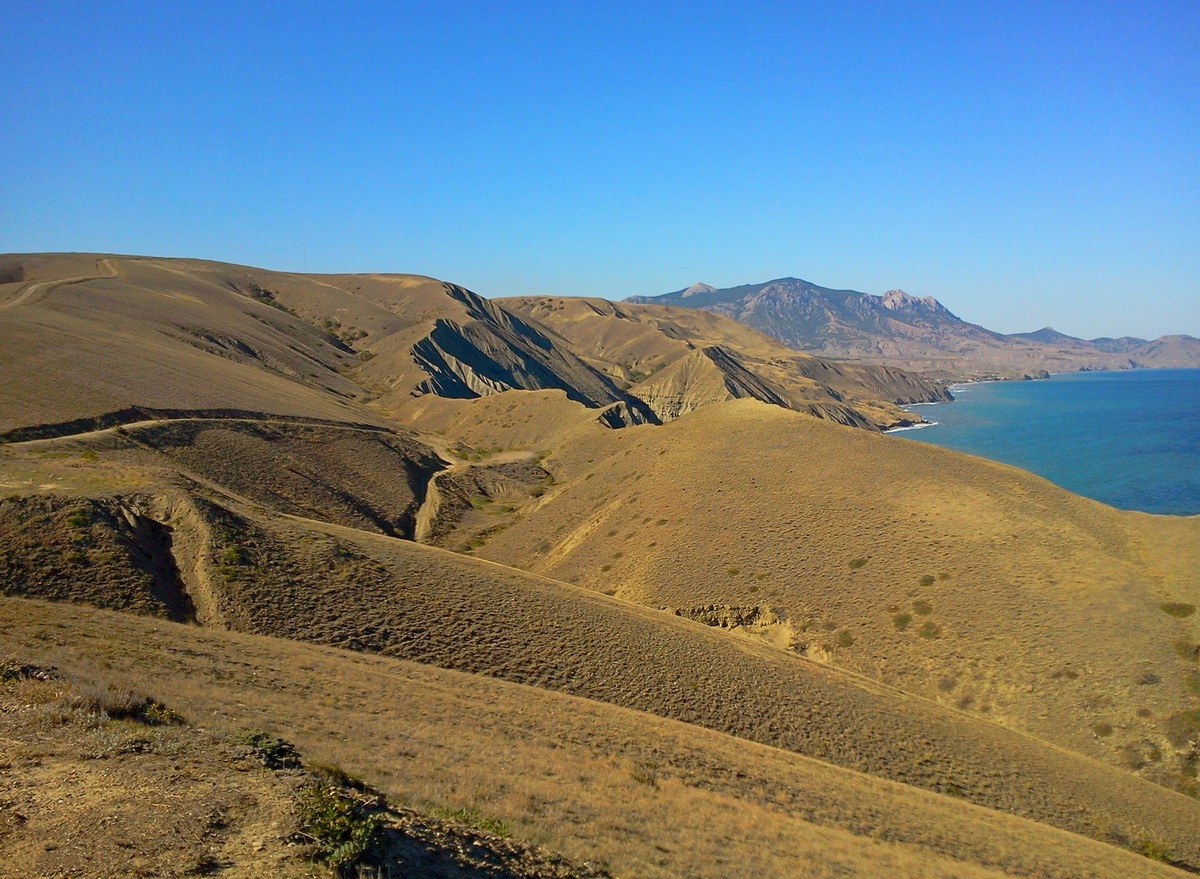
Півострів Меганом вид на Ечки Даг
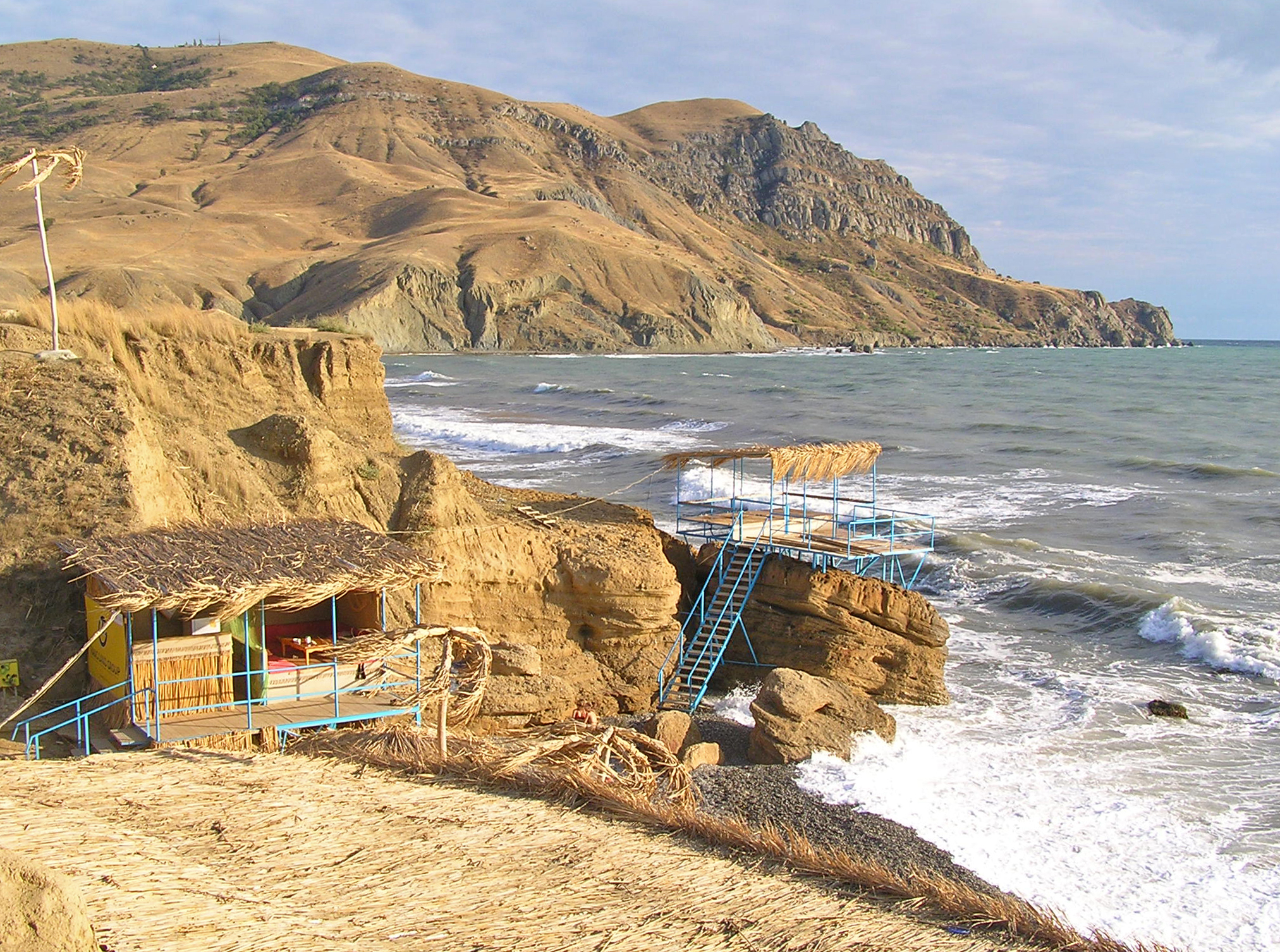
Меганом. Узбережжя
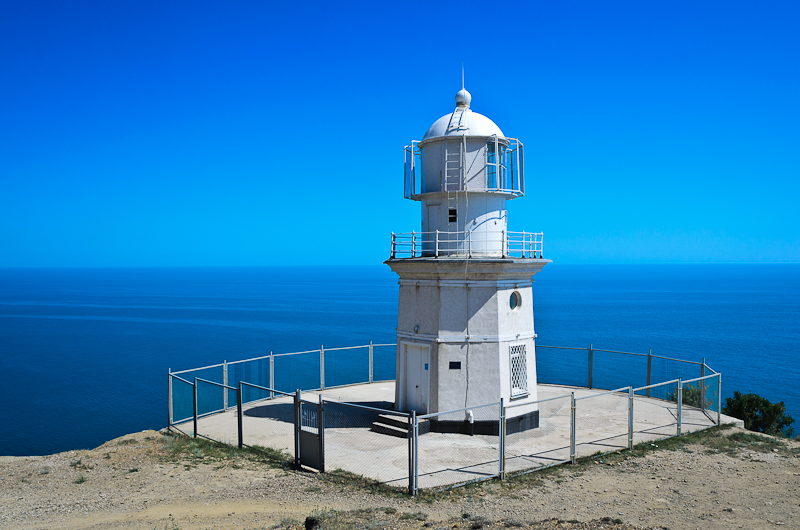
Меганомський маяк
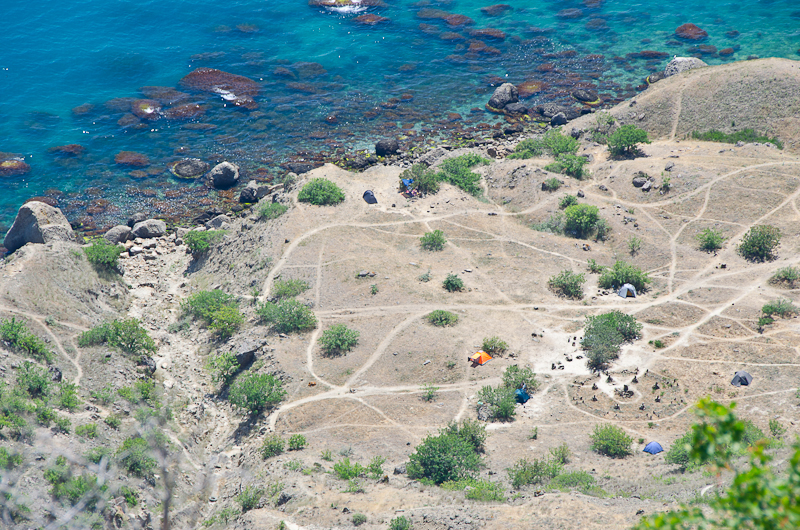
Вид вниз до моря - півострів Меганом
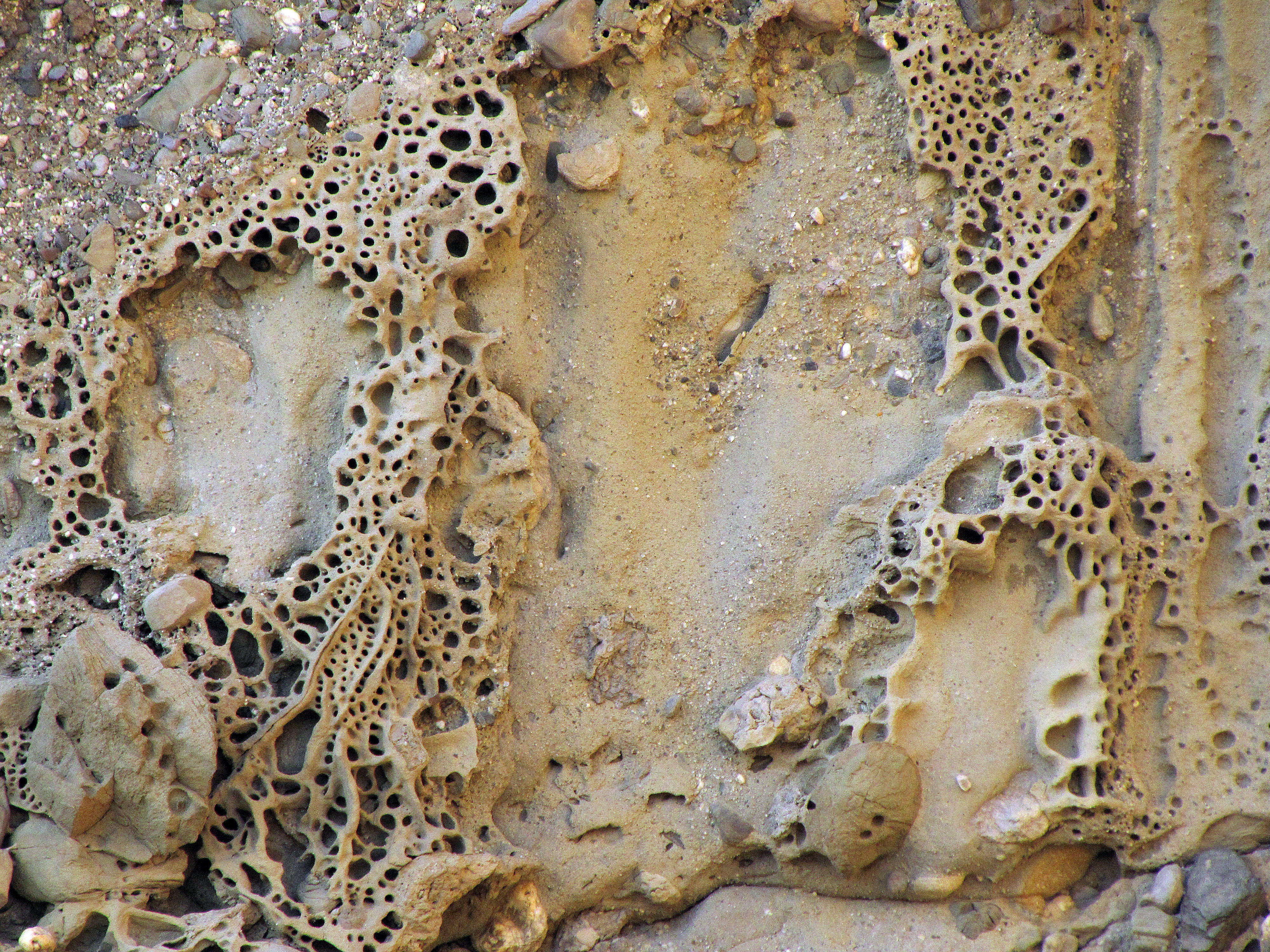
Меганом. Камінь із наростами моря
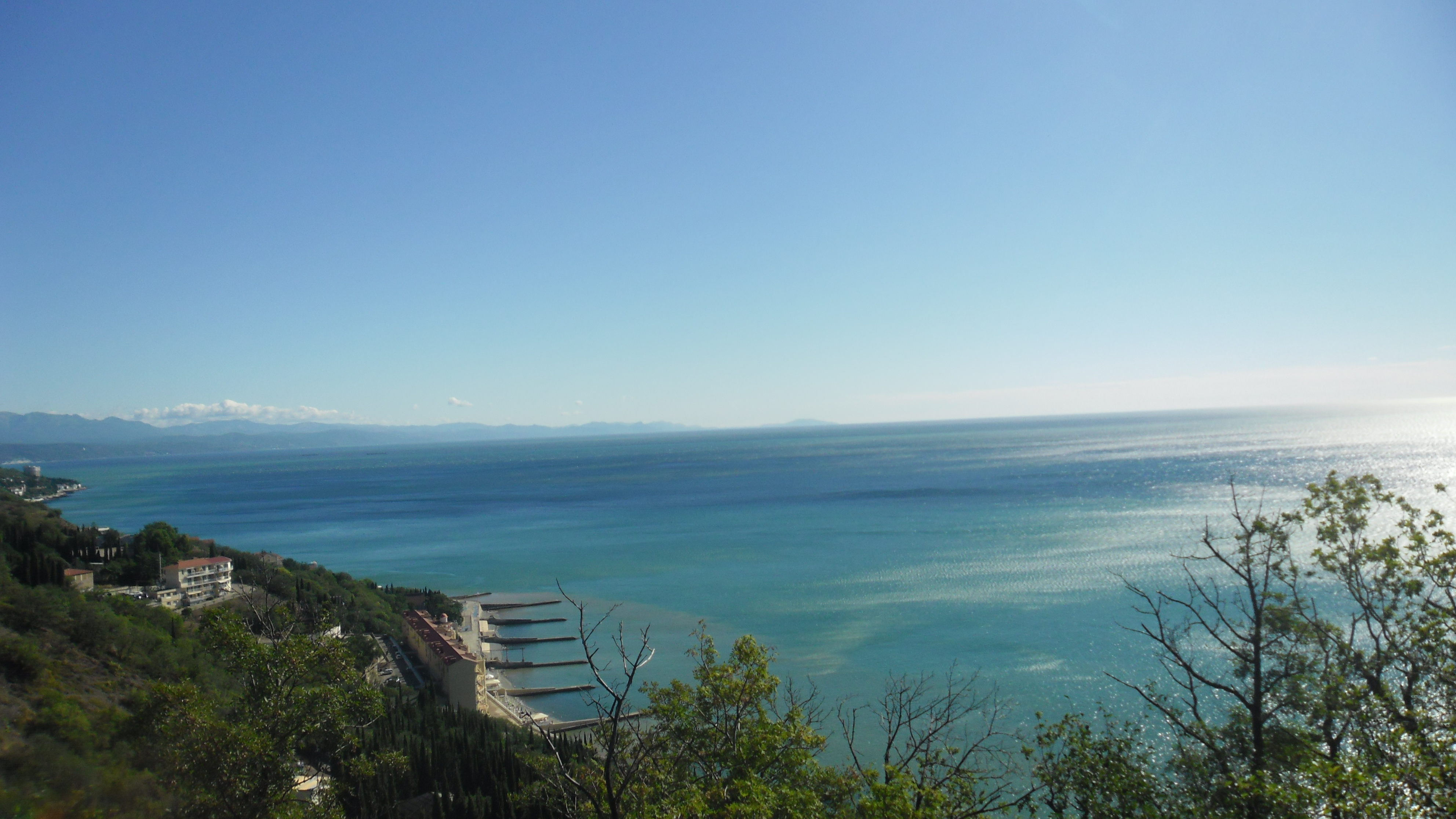
Меганом - крайній праворуч на горизонті. Вид із Малого Маяка
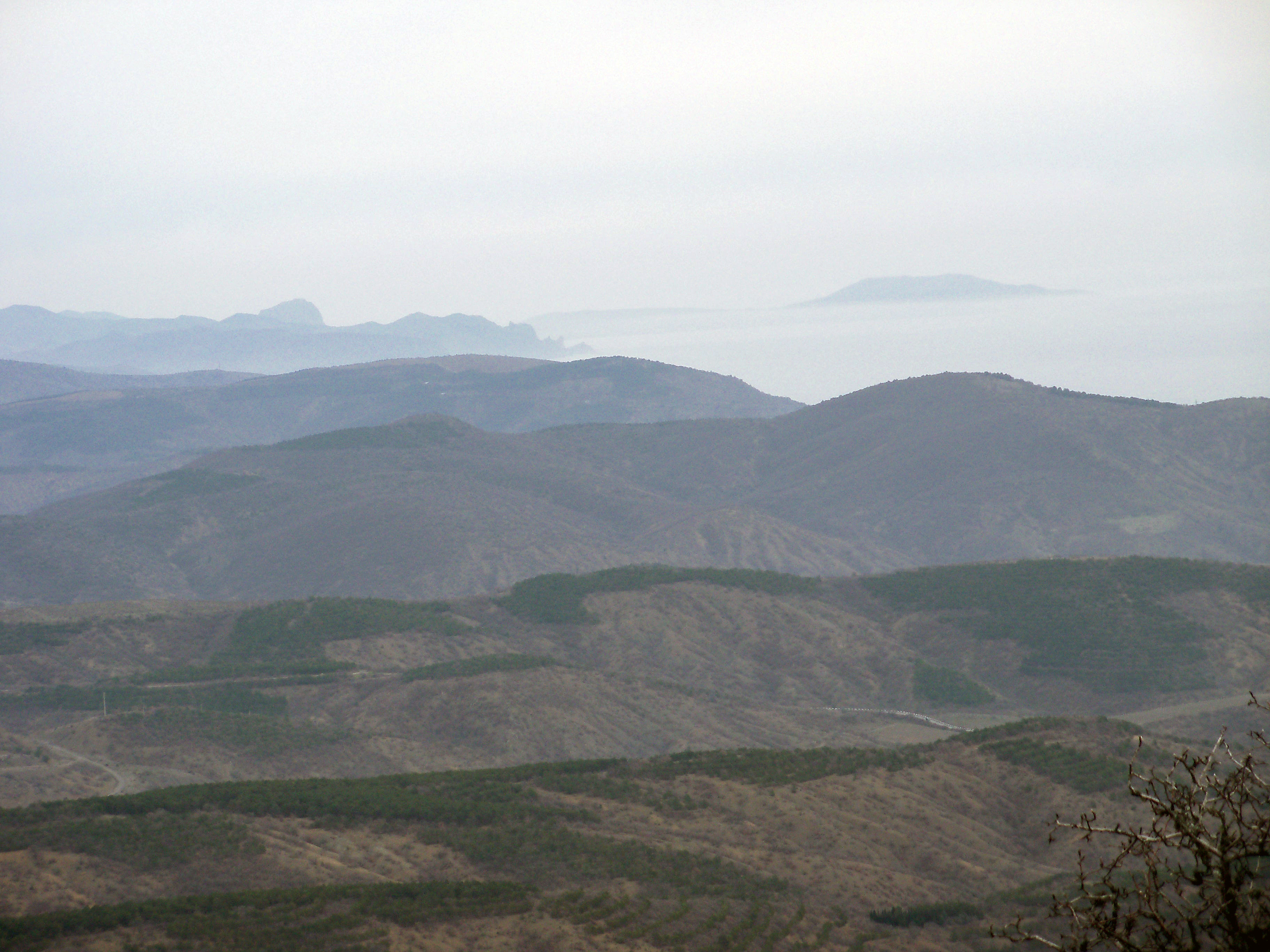
Вид з Демерджі на Меганом. 2017
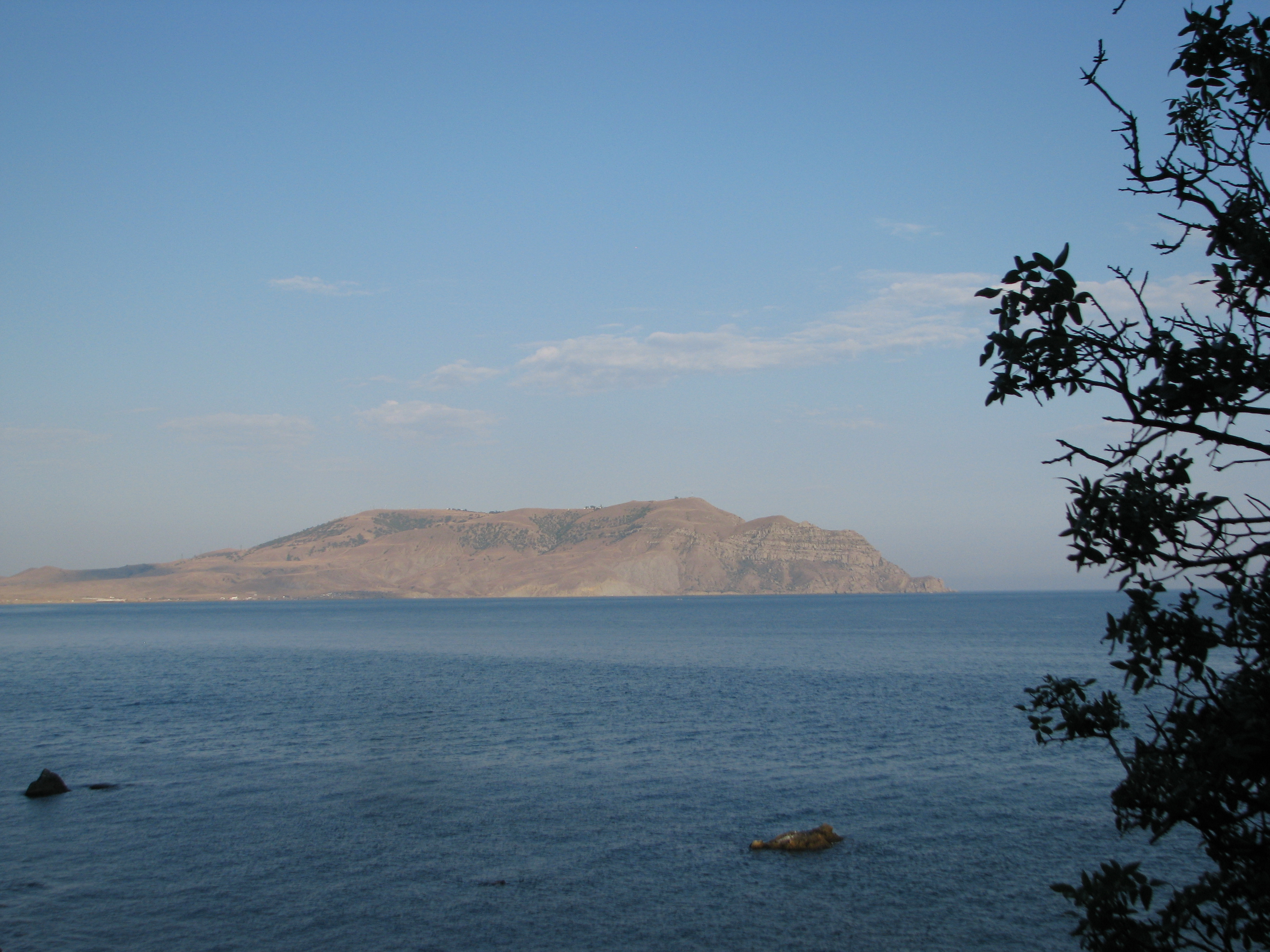
Вид з Алчаку